# کابینه سوم نجیب میقاتی
کابینه سوم نجیب میقاتی، سیزده ماه پس از استعفای نخست‌وزیر سابق لبنان، حسان دیاب در اوت ۲۰۲۰، در ۱۰ سپتامبر ۲۰۲۱ تا ۸ فوریه ۲۰۲۵ تشکیل شد. این کابینه متشکل از ۲۴ وزیر بود.

## ترکیب دولت
| کابینه سوم نجیب میقاتی | کابینه سوم نجیب میقاتی         | کابینه سوم نجیب میقاتی                | کابینه سوم نجیب میقاتی  |
| پست                    | نام                            | وابستگی سیاسی                         | وابستگی مذهبی           |
| ---------------------- | ------------------------------ | ------------------------------------- | ----------------------- |
| نخست‌وزیر               | نجیب میقاتی                    | جنبش عزم                              | سنی                     |
| معاون نخست‌وزیر         | سعاده الشامی                   | حزب سوسیال ناسیونالیست سوریه در لبنان | ارتدکس یونانی           |
| وزیر دفاع              | موریس سلیم                     | جنبش میهنی آزاد                       | ارتدکس یونانی           |
| وزیر آموزش             | عباس حلبی                      | حزب سوسیالیست ترقی‌خواه                | دروزی                   |
| وزیر ارتباطات          | جانی کرم                       | جنبش مرده                             | مارونی                  |
| وزیر داخلی             | بسام المولی                    | جنبش عزم                              | سنی                     |
| وزیر محیط‌زیست          | ناصر یاسین                     | جریان مستقبل                          | سنی                     |
| وزیر اصلاحات اداری     | نجلا ریاشی                     | جنبش میهنی آزاد                       | مارونی (کاتولیک لاتینی) |
| وزیر گردشگری           | ولید نصار                      | جنبش میهنی آزاد                       | مارونی                  |
| وزیر امور اجتماعی      | هکتور حجار                     | جنبش میهنی آزاد                       | کاتولیک یونانی          |
| وزیر اطلاعات           | جورج قرداحی (تا ۳ دسامبر ۲۰۲۱) | جنبش مرده                             | مارونی                  |
| وزیر اطلاعات           | عباس حلبی گ                    | حزب سوسیالیست ترقی‌خواه                | دروزی                   |
| وزیر اطلاعات           | زیاد مکاری (از ۱۰ مارس ۲۰۲۲)   | جنبش مرده                             | مارونی                  |
| وزیر آب و انرژی        | ولید فیّاد                      | جنبش میهنی آزاد                       | مارونی                  |
| وزیر دادگستری          | هنری خوری                      | جنبش میهنی آزاد                       | ارتدکس یونانی           |
| وزیر امورخارجه         | عبدالله بو حبیب                | جنبش میهنی آزاد                       | مارونی                  |
| وزیر اقتصاد            | امین سلام                      | جنبش عزم                              | سنی                     |
| وزیر امور آوارگان      | ایسام شرف‌الدین                 | حزب دموکرات                           | دروزی                   |
| وزیر کار               | مصطفی بایرام                   | حزب‌الله                               | شیعه                    |
| وزیر کارهای عمومی      | علی حمیّه                       | حزب‌الله                               | شیعه                    |
| وزیر جوانان            | جورج خالاس                     | جنبش میهنی آزاد                       | کاتولیک یونانی          |
| وزیر تجارت             | یوسف خلیل                      | جنبش امل                              | شیعه                    |
| وزیر فرهنگ             | محمد مرتده                     | جنبش امل                              | شیعه                    |
| وزیر کشاورزی           | عباس حاج‌حسن                    | جنبش امل                              | شیعه                    |
| وزیر صنعت              | جورج بوچیکیان                  | فدراسیون انقلابی ارمنی                | ارتدکس ارمنی            |
| وزیر بهداشت            | فیراس عبید                     | جریان مستقبل                          | سنی                     |

## استعفاها
جورج قرداحی، وزیر اطلاعات، پس از هفته‌ها انتقاد از جنگ یمن، در سوم دسامبر ۲۰۲۱ استعفای خود را اعلام کرد. در نتیجه دیپلمات‌های سعودی، اماراتی، کویتی و یمنی از لبنان خارج شدند و سفرای لبنان در عربستان سعودی، کویت و بحرین اخراج شدند.

## اختلاف با میشل عون و انحلال دولت
یک روز قبل از پایان رسمی دوره شش ساله ریاست جمهوری میشل عون، او فرمان استعفای دولت را امضا کرد، اما نجیب میقاتی تأکید داشت که در سمت سرپرستی بر سر کار باقی می‌ماند که این خلاف قانون اساسی لبنان است. میقاتی با بیان این‌که امضای حکم استعفای دولت ارزش قانونی ندارد و اداره موقت از وظایف دولت مستعفی یا دولتی که در حکم مستعفی است می‌باشد و نیازی به دستور رئیس‌جمهور ندارد و دولت به کلیه وظایف مبتنی بر قانون اساسی خود از جمله پیشبرد امور ادامه خواهد داد از پذیرش این حکم امتناع کرد.